# Elección presidencial de Croacia de 2005
Las elecciones presidenciales se realizaron en Croacia el 2 de enero de 2005, fueron las cuartas elecciones presidenciales desde la independencia en 1991. Fueron las primeras elecciones presidenciales después de los cambios constitucionales de noviembre de 2000, el cual reemplazó el  sistema semipresidencialista con un sistema parlamentario incompleto, reduciendo los poderes del Presidente a favor del Primer ministro y su gabinete. El presidente en funciones Stjepan Mesić, quién había sido elegido en el 2000 como candidato del Partido Popular Croata, podía buscar la reelección a un segundo mandato y compitió como independiente dado que la constitución prohíbe que el presidente tenga afiliación política mientras este en el cargo.
Las elecciones resultaron en la reelección de Mesić para un segundo mandato de cinco años. Era la primera qué en un balotaje había una mujer, Jadranka Kosor candidata del HDZ. El porcentaje recibido por Mesić en la segunda ronda 65.93 % es el más alto de cualquier presidente. Mesić había recibido una mayoría absoluta de los votos dentro Croacia en la primera ronda, pero los votos de los ciudadanos croata que viven en el extranjero forzó el balotaje. Votaron 50.57 % de los electores registrados en la primera ronda y 51.04 % en la segunda ronda. Mesić juró para un segundo mandato el 19 de febrero de 2005.

## Contexto
El Comité de Elecciones Estatal croata publicó una lista de candidatos el 15 de diciembre de 2004. Presidente Stjepan Mesić participó para la reelección, y el gobernando HDZ ministro de gabinete nominado Jadranka Kosor. Un total de trece candidatos estuvo aceptado, cada cual después de haber entregado 10 000 firmas de ciudadano, una aprobación requerida por ley.
Mesić ganó con casi 49 % del voto en la primera ronda. Quedándose a poco del 50 % para la victoria en una sola vuelta, Kosor obtuvo el 20 % y el independiente Boris Mikšić obtuvo el 18 % del voto. Las elecciones para la segunda vuelta se celebraron el 16 de enero entre Mesić y Kosor. Mesić ganó una mayoría aplastante con aproximadamente 66 % del voto contra el 34 % de Kosor.

## Resultados
| Candidatos/Partidos                                                                    | Primera vuelta | Primera vuelta | Segunda vuelta | Segunda vuelta |
| Candidatos/Partidos                                                                    | Votos          | %              | Votos          | %              |
| -------------------------------------------------------------------------------------- | -------------- | -------------- | -------------- | -------------- |
| Stjepan Mesić - Partido Popular Croata-Liberal Demócratas                              | 1 089 398      | 48.92          | 1 454 451      | 65.93          |
| Jadranka Kosor - Unión Democrática Croata                                              | 452 218        | 20.31          | 751 692        | 34.07          |
| Boris Mikšić - Independiente                                                           | 396 093        | 17.78          | -              | -              |
| Đurđa Adlešič - Partido Social Liberal de Croacia                                      | 59 795         | 2.68           | -              | -              |
| Slaven Letica - Partido Croata de los Derechos                                         | 57 748         | 2.59           | -              | -              |
| Ljubo Ćesić                                                                            | 41 216         | 1.85           | -              | -              |
| Ivić Pašalić - Bloque Croata - Movimiento para una Croacia Moderna                     | 40 637         | 1.82           | -              | -              |
| Anto Kovačević - Unión Democrática Cristiana                                           | 19 145         | 0.86           | -              | -              |
| Miroslav Blažević                                                                      | 17 847         | 0.80           | -              | -              |
| Miroslav Rajh - Partido de Juventud                                                    | 14 766         | 0.66           | -              | -              |
| Doris Košta                                                                            | 8721           | 0.37           | -              | -              |
| Mladen Kešer                                                                           | 7056           | 0.32           | -              | -              |
| Tomislav Petrak - Partido Popular                                                      | 2614           | 0.12           | -              | -              |
| Votos nulos                                                                            | 20 269         | 35 617         |                |                |
| Total (Participación 50.57%/51.04%)                                                    | 2 227 073      | 100            | 2,241,760      | 100            |
| Registrados                                                                            | 4 403 933      | 4 392 220      |                |                |
| Fuente: Comité de Elección Estatal (Državno izborno povjerenstvo) Resultados Oficiales |                |                |                |                |

### Análisis
La mayoría de encuestas antes de la primera ronda pronosticaban el presidente incumbente Stjepan Mesić sería reelegido sin balotaje. Aun así, Jadranka Kosor se benefició de los votos que provienen los ciudadanos que viven en el extranjero, el cual redujo la victoria del presidente por único un par de puntos, pero bastante para asegurar una segunda vuelta. La sorpresa más grande de la elección fue el candidato independiente Boris Mikšić. Su campaña era fuertemente basada en el mensaje de un 'sueño croata', similar al sueño americano. En la noche de la elección, la primera salida encuesta presidente indicado Mesić podría asegurar un segundo plazo sin la necesidad de un runoff, mientras Kosor y Mikšić estuvo mostrado batallando para segundo sitio. Cuando los primeros resultados empezaron entrar lo era evidente que Mesić no iba a asegurar el 50 % + 1 del voto y que el balotaje es inevitable. Cuando los votos de los ciudadanos que viven en el extranjero fueron contabilizados, Kosor se impuso sobre Mikšić, colocándose segunda y pasando a la segunda ronda.